# Giovanni II della Frisia orientale
Giovanni II della Frisia orientale (Aurich, 29 settembre 1538 – Castello di Stickhausen, 29 settembre 1591) fu conte della Frisia orientale dal 1561 al 1591, associato al fratello Edzardo II.

## Biografia
Giovanni II era figlio del conte Enno II della Frisia orientale e della principessa Anna di Oldenburg.
Nel 1558 sua madre Anna, reggente per i due figli minorenni, abolì il privilegio di primogenitura per prevenire una possibile conquista del territorio da parte della Svezia che già mirava ad espandersi sul continente per avere un accesso al Mare del Nord, ancor più da quando Edzardo II, fratello di Giovanni, aveva sposato Caterina Vasa, figlia del re Gustavo I di Svezia.
Giovanni II, ad ogni modo, pur in coreggenza col fratello non ebbe ottimi rapporti anche per cause religiose in quanto egli era calvinista, mentre la madre ed il fratello erano strenui sostenitori del luteranesimo. Intenzionato a regnare da solo, inoltre, Edzardo II fece arrestare Giovanni nel 1559 a Stoccolma mentre egli si trovava per il matrimonio del fratello. Giovanni, inoltre, aveva una relazione con Cecilia, figlia secondogenita del re Gustavo I di Svezia e sorella di Caterina sua cognata ed il matrimonio avrebbe ulteriormente rinsaldato i legami tra Svezia e Frisia orientale prevenendone la conquista da parte dei Vasa. Ad ogni modo Edzardo II, fatto arrestare il fratello, lo avrebbe quasi certamente condannato a morte con l'accusa di tradimento se non fosse stato per l'intervento della regina Elisabetta I d'Inghilterra che scrisse una lettera ad Edzardo II. Giovanni venne rilasciato, ma da allora non si sposò mai più.
Giovanni II morì nel giorno del suo 53º compleanno, nel 1591, e da allora suo fratello Edzardo II governò effettivamente da solo sulla Frisia orientale, ma la sua autorità era stata duramente colpita dal conflitto in corso e dal comportamento che aveva tenuto nei confronti del fratello giungendo a farlo arrestare e condannare ingiustamente.

## Ascendenza
|                                           |                                |                                      | Genitori                                |  |  | Nonni |  |  | Bisnonni                               |  |  | Trisnonni                           |  |
|                                           |                                |                                      |                                         |  |  |       |  |  | Ulrico I, conte della Frisia orientale |  |  | Enno, signore di Norden e Greetsiel |  |
|                                           |                                |                                      |                                         |  |  |       |  |  | Ulrico I, conte della Frisia orientale |  |  | Enno, signore di Norden e Greetsiel |  |
|                                           |                                | Gela di Manslagt                     |                                         |  |  |       |  |  | Ulrico I, conte della Frisia orientale |  |  |                                     |  |
| Edzardo I, conte della Frisia orientale   |                                |                                      |                                         |  |  |       |  |  | Ulrico I, conte della Frisia orientale |  |  |                                     |  |
|                                           |                                | Theda Ukena                          | Uko Fockena                             |  |  |       |  |  |                                        |  |  |                                     |  |
|                                           |                                | Theda Ukena                          | Uko Fockena                             |  |  |       |  |  |                                        |  |  |                                     |  |
|                                           |                                | Theda Ukena                          | Heba Attena                             |  |  |       |  |  |                                        |  |  |                                     |  |
| Enno II, conte della Frisia orientale     |                                | Theda Ukena                          |                                         |  |  |       |  |  |                                        |  |  |                                     |  |
|                                           |                                | Giovanni I, conte di Rietberg        | Corrado V, conte di Rietberg            |  |  |       |  |  |                                        |  |  |                                     |  |
|                                           |                                | Giovanni I, conte di Rietberg        | Corrado V, conte di Rietberg            |  |  |       |  |  |                                        |  |  |                                     |  |
|                                           |                                | Giovanni I, conte di Rietberg        | Giacomina di Neuenahr                   |  |  |       |  |  |                                        |  |  |                                     |  |
| Elisabetta di Rietberg                    |                                | Giovanni I, conte di Rietberg        |                                         |  |  |       |  |  |                                        |  |  |                                     |  |
|                                           |                                | Margherita di Lippe                  | Bernardo VII, signore di Lippe          |  |  |       |  |  |                                        |  |  |                                     |  |
|                                           |                                | Margherita di Lippe                  | Bernardo VII, signore di Lippe          |  |  |       |  |  |                                        |  |  |                                     |  |
|                                           |                                | Margherita di Lippe                  | Anna di Holstein-Schauenburg            |  |  |       |  |  |                                        |  |  |                                     |  |
| Giovanni II, conte della Frisia orientale |                                | Margherita di Lippe                  |                                         |  |  |       |  |  |                                        |  |  |                                     |  |
|                                           | Gerardo VI, conte di Oldenburg | Dietrich, conte di Oldenburg         |                                         |  |  |       |  |  |                                        |  |  |                                     |  |
|                                           | Gerardo VI, conte di Oldenburg | Dietrich, conte di Oldenburg         |                                         |  |  |       |  |  |                                        |  |  |                                     |  |
|                                           | Gerardo VI, conte di Oldenburg | Edvige di Holstein-Rendsburg         |                                         |  |  |       |  |  |                                        |  |  |                                     |  |
| Giovanni V, conte di Oldenburg            | Gerardo VI, conte di Oldenburg |                                      |                                         |  |  |       |  |  |                                        |  |  |                                     |  |
|                                           |                                | Adelaide di Tecklenburg              | Ottone VII, conte di Tecklenburg        |  |  |       |  |  |                                        |  |  |                                     |  |
|                                           |                                | Adelaide di Tecklenburg              | Ottone VII, conte di Tecklenburg        |  |  |       |  |  |                                        |  |  |                                     |  |
|                                           |                                | Adelaide di Tecklenburg              | Ermengarda di Hoya                      |  |  |       |  |  |                                        |  |  |                                     |  |
| Anna di Oldenburg                         |                                | Adelaide di Tecklenburg              |                                         |  |  |       |  |  |                                        |  |  |                                     |  |
|                                           |                                | Giorgio I, principe di Anhalt-Zerbst | Sigismondo I, principe of Anhalt-Dessau |  |  |       |  |  |                                        |  |  |                                     |  |
|                                           |                                | Giorgio I, principe di Anhalt-Zerbst | Sigismondo I, principe of Anhalt-Dessau |  |  |       |  |  |                                        |  |  |                                     |  |
|                                           |                                | Giorgio I, principe di Anhalt-Zerbst | Jutta di Querfurt                       |  |  |       |  |  |                                        |  |  |                                     |  |
| Anna di Anhalt-Zerbst                     |                                | Giorgio I, principe di Anhalt-Zerbst |                                         |  |  |       |  |  |                                        |  |  |                                     |  |
|                                           |                                | Anna di Lindau-Ruppin                | Alberto III, conte di Lindau-Ruppin     |  |  |       |  |  |                                        |  |  |                                     |  |
|                                           |                                | Anna di Lindau-Ruppin                | Alberto III, conte di Lindau-Ruppin     |  |  |       |  |  |                                        |  |  |                                     |  |
|                                           |                                | Anna di Lindau-Ruppin                | Anna di Slesia                          |  |  |       |  |  |                                        |  |  |                                     |  |
|                                           |                                | Anna di Lindau-Ruppin                |                                         |  |  |       |  |  |                                        |  |  |                                     |  |